# ТЕМ7
ТЕМ7 (Тепловоз з Електричною передачею, Маневровий, 7-ма серія) — найпотужнійший радянський маневровий тепловоз з електричною передачею змінно-постійного струму, з осьовою формулою 20+20−20+20.

## Історія
У 1973 на Людинівському тепловозобудівному заводі розробили проєкт маневрового восьмивісного однокузовного тепловоза з дизельним двигуном потужністю 2000 к.с. Тепловоз призначався для вивізної і маневрової роботи на станціях з потягами, маса яких потребує локомотивів з тяговим зусиллям на 40-50 % вищим, ніж у шестивісних маневрових тепловозів, таких як ТЕМ1 і ТЕМ2.
У 1975 завод виготовив перші два тепловози серії ТЕМ7.
На ТЕМ7, вперше на маневрових тепловозах, використали електричну передачу змінно-постійного струму.
На тепловозі встановлений баласт з чавунних плит загальною масою 25 т, з яких 12 т з'ємні; відповідно, можливе зниження навантаження від колісної пари на рейки з відповідними змінами номінальних значень сили тяги тривалого режиму і швидкості.
Після 1975 Людинівський тепловозобудівний завод продовжував будувати тепловози ТЕМ7 по кілька одиниць на рік. В період 1977—1980 виконали низку комплексних і ходових випробувань тепловозів ТЕМ7, внаслідок чого інженери покращили екіпажну конструкцію тепловоза. Основні експлуатаційні випробування тепловозів проводилися на Свердловській залізниці.
В травні 1980 Людинівський завод розпочав виробництво пробної серії тепловозів ТЕМ7 і продовжував їхнє серійне виробництво до 1989. Досі виготовляються модернізовані тепловози ТЕМ7А. Станом на лютий 2012 виготовлено 428 машин.

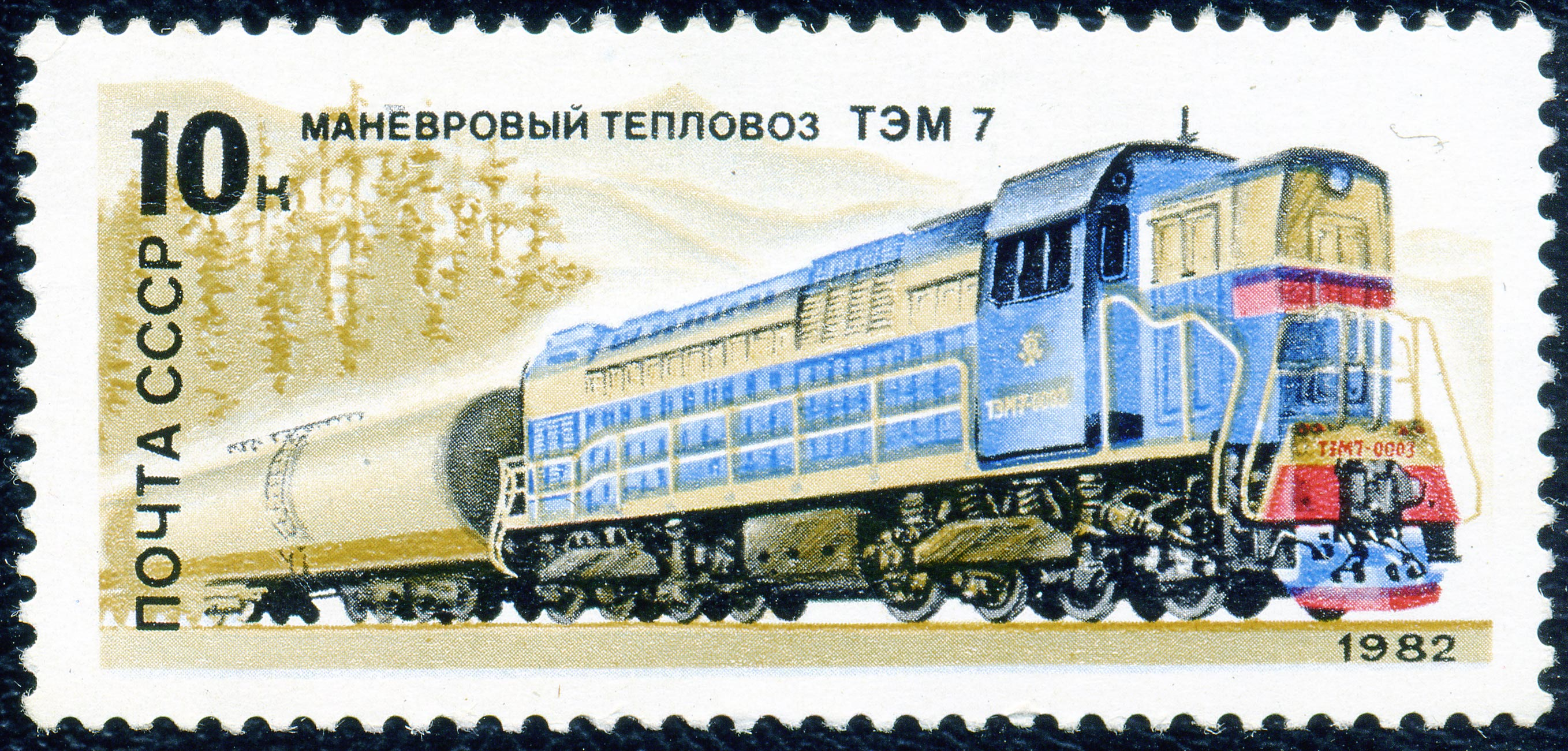
Поштова марка СРСР з зображенням ТЕМ 7

## Ремонтні заводи
- Уссурійський локомотиворемонтний завод
- Полтавський тепловозоремонтний завод